# Ti amo (Simona Tagli)
Ti amo è il primo album di Simona Tagli, pubblicato nel 2002 dalla Azzurra Music. L'album contiene 14 cover di brani famosi in inglese e italiano.

## Tracce
1. Garota de Ipanema (Vinícius de Moraes, Antônio Carlos Jobim)
2. Lo faresti (Paolo Limiti)
3. Feelings (Morris Albert, Louis Gaste)
4. Fever (Otis Blackwell, Eddie Cooley)
5. Tuca tuca (Gianni Boncompagni, Pisano)
6. E se domani (Giorgio Calabrese, Carlo Alberto Rossi)
7. Big Spender (Cy Coleman, Dorothy Fields)
8. Unforgettable (Irving Gordon)
9. Why Don't You (Mccoy)
10. They Can't Take That Away From Me (George Gershwin)
11. Sarà (Pino Daniele)
12. Yesterday (John Lennon, Paul McCartney)
13. Smoke Gets in Your Eyes (Jerome Kern, Otto Harbach)
14. September Morn' (Neil Diamond, Gilbert Bécaud)